# Tonadilla

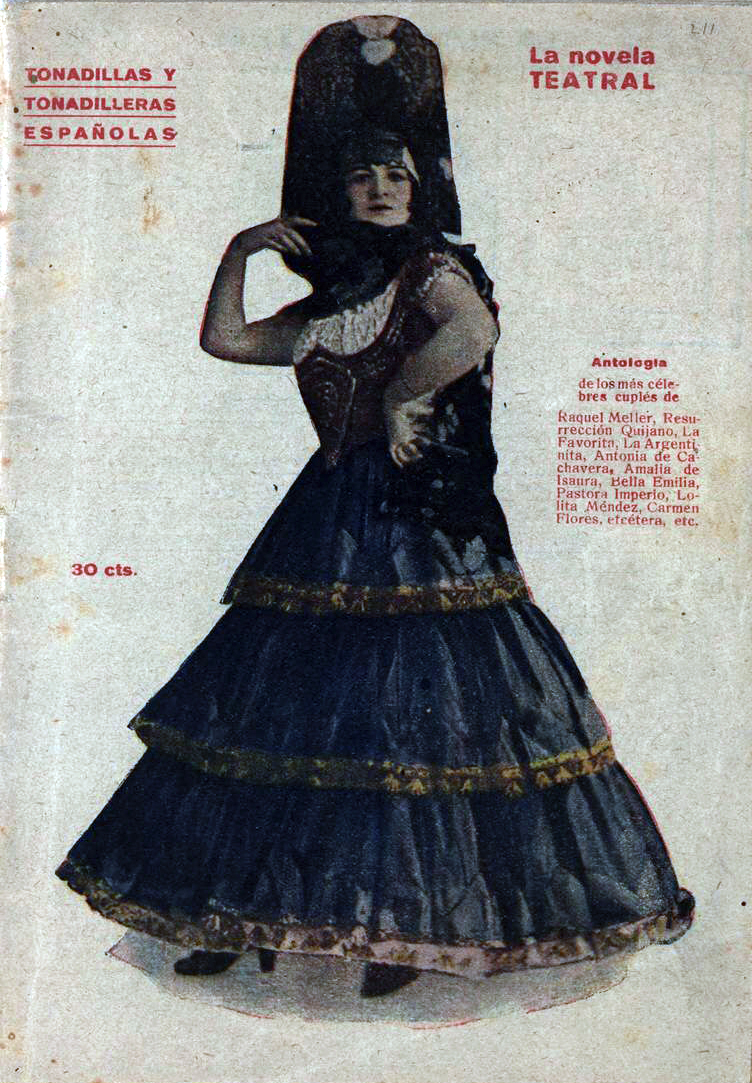
La Novela Teatral, "Tonadillas y tonadilleras".

Tonadilla es una canción tradicional española que tiene su origen en las jácaras del Siglo de Oro Español. Dichas jácaras eran canciones que se acompañaban con instrumentos y se interpretaban en los entreactos de una función de teatro, alternando con números de baile. La letra de las jácaras relataba en un lenguaje vulgar temas de la picaresca. Los intérpretes de este aire fueron llamados tonadilleros, nombre que heredaron luego las cupletistas del siglo XX. Famosas tonadilleras fueron Catalina Pacheco, María la Granadina y María Antonia Vallejo La Caramba. Se conservan catalogadas dos mil tonadillas, muchas de ellas gracias al musicólogo José Subirá, principal estudioso del género. Entre los autores de las letras están los ilustres escritores don Ramón de la Cruz y Tomás de Iriarte.

## Tonadilla escénica
Se representaba en los siglos XVIII y XIX durante los intermedios de las comedias. Se trata de un género exclusivamente español. La parte musical era muy importante, aunque se alternaban textos cantados y recitados. El número de personajes oscilaba entre uno y seis. El compositor solía inspirarse en temas folclóricos muchas veces de origen andaluz.
La tonadilla escénica se caracteriza por su carga de españolismo frente a otras expresiones musicales con influencia extranjera y supone un espectáculo teatral de una duración de 20 minutos. Las normas para su duración fueron expresamente indicadas por el literato y político español del siglo XVIII, Jovellanos, con motivo del concurso abierto para premiar nuevas tonadillas que tuvo lugar el 2 de diciembre de 1791.
Algunas fuentes proponen como creador de la tonadilla escénica a Luis de Misón, flautista y oboista nacido en Mataró en 1727; y el estreno de este género en 1757 con la obra titulada Una mesonera y un arriero. De la extensa obra de Misón se conservan algunas piezas, siete de ellas en la Biblioteca Nacional de España y un centenar catalogadas en la Biblioteca Municipal de Madrid. Otro compositor que abordó este género fue Manuel García célebre también en su faceta de intérprete.
Entre las tonadillas dieciochescas más famosas hay que mencionar:
- La calle de Sal si puedes, con letra de don Ramón de la Cruz y música de Luis Misón, estrenada en 1772
- El campo de la Manuela
- Las maravillas
- El Rastro
- La Fuente de la Teja
- La Caramba

## Tonadillas y Tiranas
Durante la segunda mitad del siglo XVIII se pusieron de moda cierta clase de canciones y bailes, cuyos temas eran de asunto palatino, sentenciosos, amorosos y costumbristas. Eran tonadillas llamadas tiranas por las palabras Ay Tirana, ay Tirana, con que empezaba la canción. Estaban compuestas en coplas octosílabas de cuatro versos asonantes, con unos estribillos muy peculiares. Hacia 1820, la mayoría de los autores de tonadillas habían muerto sin descendencia artística. En estos años desaparece la tonadilla como género teatral y lírico y es sustituida por la ópera italiana que viene a monopolizar el teatro durante cerca de medio siglo. Sin embargo la tonadilla como canción o como cuplé resistiría algunos años, favorecida en gran medida por la Corte.